# Fëdorovskij rajon (Oblast' di Saratov)
Il Fëdorovskij rajon (in russo Фёдоровский район?) è un rajon dell'Oblast' di Saratov, nella Russia europea; il capoluogo è Mokrous.